# Государственный Центр Перевода Азербайджана
Государственный Центр Перевода Азербайджана — государственный орган, в централизованном порядке осуществляющий меры по регулированию языковой сферы и переводческой деятельности в Азербайджане.

## О Центре
Учрежден распоряжением Президента Азербайджанской Республики Ильхама Алиева от 23 мая 2012 года.

### Задачи и основные направления деятельности Центра
Целью деятельности Центра является регулирование языковой сферы и переводческой деятельности в стране, популяризация азербайджанской литературы на международной арене и зарубежной литературы в Азербайджане.
Основные направления деятельности Центра:
- осуществление мер по совершенствованию языковой и переводческой деятельности;
- претворение в жизнь мер по регулированию и совершенствованию общественно-политического, научно-технического и межлитературного обмена в контексте языковой и переводческой деятельности;
- ведение переводческой деятельности в централизованном порядке, подготовка высококвалифицированных переводчиков;
- популяризация азербайджанской литературы на международной арене и зарубежной литературы в Азербайджане, перевод и издание лучших образцов азербайджанской и зарубежной литературы;
- осуществление контроля за надлежащим использованием государственного языка в переводимых материалах, а также надзора за выполнением мер по организации и совершенствованию процесса перевода в различных областях.